# 쿠키특허TV
쿠키특허TV는 인터넷 언론사인 쿠키뉴스(KUKINEWS)에서 운영하는 지식재산 전문 유튜브 채널이다. 2019년 4월 1일 첫 업로드를 시작으로 매주 수요일 지식재산권(특허, 디자인, 상표권, 저작권 등)에 대한 흥미로운 주제의 영상이 업로드된다.

## 출연진
- 안희중 변리사(정혜국제특허법률사무소)

## 자매매체
- 쿠키건강TV
- 쿠키메디뉴스
- 내일로여행